# Higganum, Connecticut
Higganum, Connecticut (енгл. Higganum) насељено је место без административног статуса у америчкој савезној држави Конектикат.

## Демографија
По попису из 2010. године број становника је 1.698, што је 27 (1,6%) становника више него 2000. године.
| Група             | 2000.         | 2010.         |
| Белци             | 1.610 (96,3%) | 1.607 (94,6%) |
| Афроамериканци    | 18 (1,1%)     | 14 (0,8%)     |
| Азијати           | 11 (0,7%)     | 18 (1,1%)     |
| Хиспаноамериканци | 16 (1,0%)     | 21 (1,2%)     |
| Укупно            | 1.671         | 1.698         |